# Phalacropterix constancella
Phalacropterix constancella är en fjärilsart som beskrevs av Charles Théophile Bruand d’Uzelle 1852. Phalacropterix constancella ingår i släktet Phalacropterix och familjen säckspinnare. Inga underarter finns listade i Catalogue of Life.